# خوان سيلايا
خوان سيلايا (بالإسبانية: Juan Gabriel Celaya)‏ (14 فبراير 1992 في الأرجنتين - ) هو لاعب كرة قدم أرجنتيني في مركز الدفاع. لعب مع تيغري وكيلمس.

## وصلات خارجية
- خوان سيلايا على موقع قاعدة بيانات كرة القدم.إي يو (الإنجليزية)
- خوان سيلايا على موقع Soccerway.com (الإنجليزية)